# Kanton Coteaux du Lizon
Der Kanton Coteaux du Lizon (früher Saint-Lupicin) ist ein französischer Wahlkreis im Département Jura in der Region Bourgogne-Franche-Comté. Er umfasst 20 Gemeinden im Arrondissement Saint-Claude. Bei der landesweiten Neuordnung der französischen Kantone wurde er 2015 neu geschaffen mit Coteaux du Lizon als Hauptort (frz.: bureau centralisateur).

## Gemeinden
Der Kanton besteht aus 20 Gemeinden mit insgesamt 11.634 Einwohnern (Stand: 1. Januar 2022) auf einer Gesamtfläche von 301,97 km²:
| Gemeinde                | Einwohner 1. Januar 2022 | Fläche km² | Dichte Einw./km² | Code INSEE | Postleitzahl |
| ----------------------- | ------------------------ | ---------- | ---------------- | ---------- | ------------ |
| Bellecombe              | 74                       | 12,17      | 6                | 39046      | 39310        |
| Chassal-Molinges        | 1.120                    | 7,76       | 144              | 39339      | 39360        |
| Choux                   | 136                      | 8,27       | 16               | 39151      | 39370        |
| Coiserette              | 46                       | 5,91       | 8                | 39157      | 39200        |
| Coteaux du Lizon        | 2.146                    | 15,49      | 139              | 39491      | 39170        |
| Coyrière                | 66                       | 4,11       | 16               | 39174      | 39200        |
| La Pesse                | 332                      | 24,26      | 14               | 39413      | 39370        |
| Lajoux                  | 299                      | 23,65      | 13               | 39274      | 39310        |
| Lamoura                 | 659                      | 22,28      | 30               | 39275      | 39310        |
| Larrivoire              | 108                      | 6,50       | 17               | 39280      | 39360        |
| Lavancia-Epercy         | 618                      | 10,56      | 59               | 39283      | 1590         |
| Lavans-lès-Saint-Claude | 2.342                    | 23,68      | 99               | 39286      | 39170        |
| Les Bouchoux            | 313                      | 21,71      | 14               | 39068      | 39370        |
| Les Moussières          | 159                      | 16,95      | 9                | 39373      | 39310        |
| Rogna                   | 236                      | 10,46      | 23               | 39463      | 39360        |
| Septmoncel les Molunes  | 808                      | 39,91      | 20               | 39510      | 39310        |
| Vaux-lès-Saint-Claude   | 675                      | 9,36       | 72               | 39547      | 39360        |
| Villard-Saint-Sauveur   | 582                      | 9,05       | 64               | 39560      | 39200        |
| Viry                    | 893                      | 25,40      | 35               | 39579      | 39360        |
| Vulvoz                  | 22                       | 4,49       | 5                | 39585      | 39360        |
| Kanton Coteaux du Lizon | 11.634                   | 301,97     | 39               | 3916       | –            |

## Veränderungen im Gemeindebestand seit 2016
2019:
- Fusion Chassal und Molinges und  → Chassal-Molinges
- Fusion Lavans-lès-Saint-Claude und Pratz (Kanton Moirans-en-Montagne) → Lavans-lès-Saint-Claude

2017:
- Fusion Cuttura (Kanton Saint-Claude) und Saint-Lupicin → Coteaux du Lizon
- Fusion Les Molunes und Septmoncel → Septmoncel les Molunes

2016:
- Fusion Lavans-lès-Saint-Claude und Ponthoux und  → Lavans-lès-Saint-Claude

## Politik
| Vertreter im Departementrat | Vertreter im Departementrat      | Vertreter im Departementrat |
| Amtszeit                    | Namen                            | Partei                      |
| --------------------------- | -------------------------------- | --------------------------- |
| 2015–                       | Nelly Durandot Jean-Daniel Maire | DVG                         |